# Adrevaldo di Fleury
Adrevaldo di Fleury (820 – 879) è stato un monaco cristiano francese.
Benedettino, fu autore del De corpore et sanguine Christi e dei Miracula S. Benedicti.